# Monte Prado
Monte Prado (o Prato) es una montaña en los Apeninos septentrionales, ubicada en el tramo entre el paso de Pradarena y el delle Radici, con una altitud de 2.054 m.
Monte Prado queda justo en el límite entre la provincia de Reggio Emilia y la de Lucca. La montaña forma parte del Parque nacional de los Apeninos tosco-emilianos.